# Johann Gotthilf Bärmig

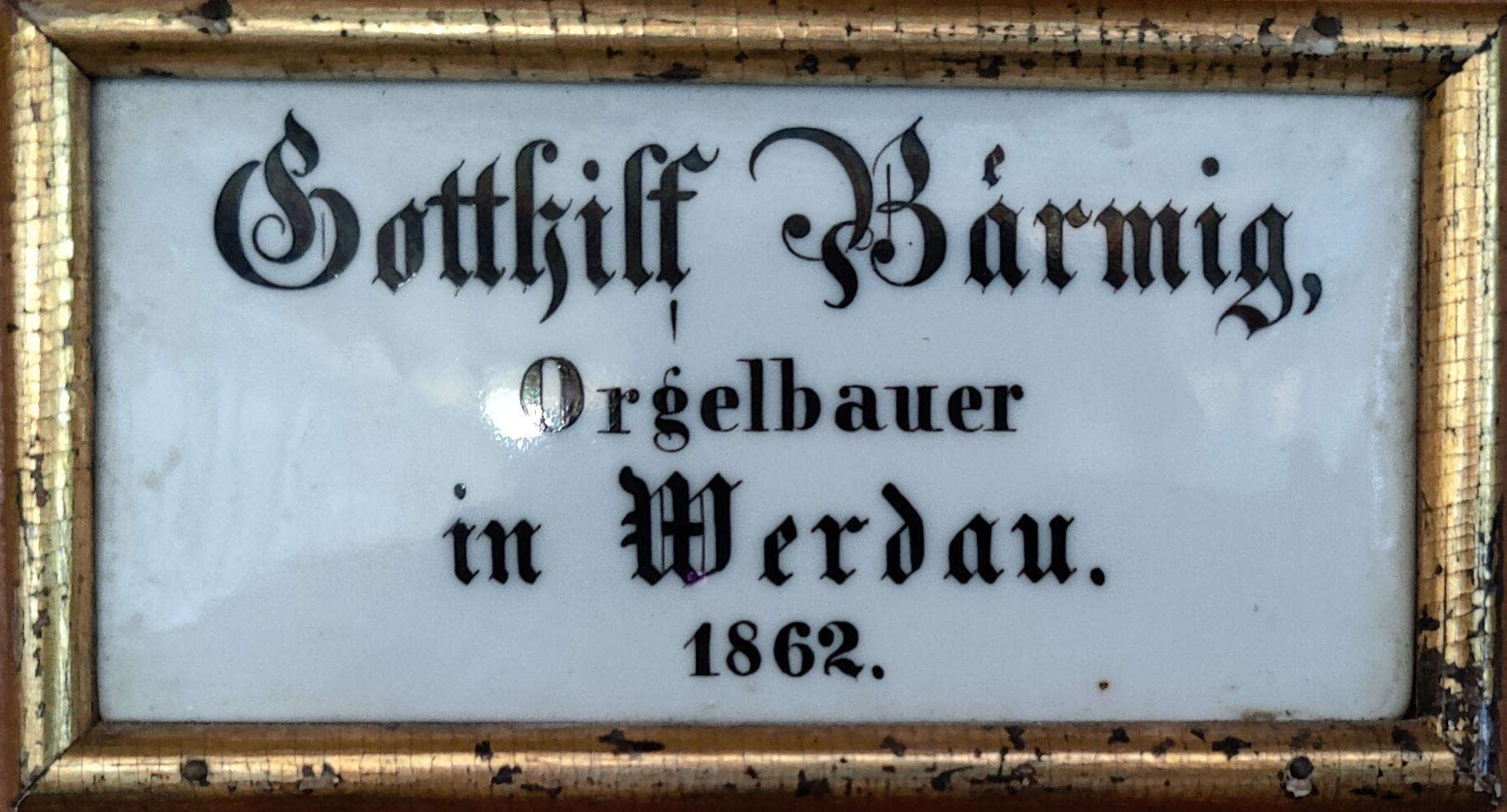
Firmenplakette in Mißlareuth

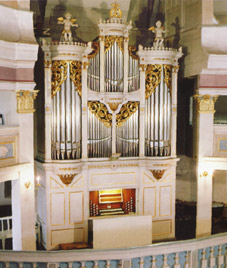
Bärmig-Orgel der Stadtkirche Zum Friedefürst in Klingenthal, 1872

Johann Gotthilf Bärmig (* 13. Mai 1815 in Werdau; † 26. Oktober 1899 ebenda) war ein deutscher Orgelbauer.

## Leben und Wirken
Der Schüler des Bornaer Orgelbaumeisters Urban Kreutzbach betrieb ab 1846 im sächsischen Werdau seine eigene „Orgelbauanstalt“. 1854 erhielt er für seine Arbeiten die „Silberne Staatsmedaille“. Seine Orgelbauwerkstatt wurde zu Pfingsten 1887 vom Kreutzbach-Enkel Georg Emil Müller übernommen.

## Erhaltene Werke
Laut der Orgelkartei der Evangelisch-lutherischen Landeskirche Sachsens sind in Sachsen insgesamt 41 Bärmig-Orgeln in den folgenden Orten erhalten geblieben:
| Jahr      | Ort                              | Kirche                                    | Bild                                   | Manuale | Register | Bemerkungen |
| --------- | -------------------------------- | ----------------------------------------- | -------------------------------------- | ------- | -------- | --- |
| 1851      | Lauterbach                       |                                           |                                        |         |          | |
| 1852      | Königswalde                      | Jacobikirche                              |                                        |         |          | |
| 1852      | Breitenbrunn                     | St.-Christophorus-Kirche                  |                                        | II/P    | 16       | → Orgel |
| 1853      | Strießen bei Priestewitz         | St.-Johannes-Kirche                       |                                        |         |          | Beschaffung im Rahmen des Kirchenneubaus 1852/1853                                                                                          |
| 1854      | Gottesgrün                       | Dorfkirche Gottesgrün                     |                                        | II/P    | 10       | Melodicon im II. Manual. Instrument restauriert von Orgelbau Schüssler/Vogtländischer Orgelbau Thomas Wolf                                  |
| 1855      | Langenhessen                     | St. Johannis                              |                                        | II/P    | 18       | 1919 durch die Firma Schmeisser, Rochlitz, umgebaut und 1997 gereinigt und restauriert durch die Firma Georg Wünning, Großolbersdorf.       |
| 1857      | Herwigsdorf                      | Dorfkirche                                |                                        | II      | 17       | |
| 1858/1859 | Schöneck                         | Georgskirche                              |                                        | II/P    | 37       | restauriert bis 2012 von Vogtländischer Orgelbau Thomas Wolf                                                                                |
| 1859      | Kittlitz                         | Trinitatiskirche                          |                                        | II/P    | 36       | |
| 1860      | Aue                              | St. Nikolai, seit 1895: Klösterlein Zelle |                                        | II/P    | 14       | Orgel in Aue 1895 nach Klösterlein Zelle versetzt, dort erhalten und restauriert                                                            |
| (1861)    | Heinrichsort                     | Kirche Heinrichsort                       |                                        |         |          | |
| 1862      | Blankenberg (Thüringen)          | Gnadenkirche                              |                                        | II/P    | 13       | restauriert 2011 durch Orgelbau Schönefeld → Orgel                                                                                          |
| 1862      | Bloßwitz (bei Stauchitz)         | Dorfkirche Bloßwitz                       |                                        | II/P    | 17       | |
| 1862      | Bobenneukirchen (bei Bösenbrunn) | St.-Margareten-Kirche                     |                                        | II/P    | 18       | restauriert 2015 → Orgel |
| 1862      | Mißlareuth                       | Johanneskirche                            |                                        | II/P    | 15       | restauriert 1987 und 2008 → Orgel |
| 1863      | Carlsfeld                        | Trinitatiskirche                          |                                        | II/P    | 14       | Ist in ihrem Kern eine Bärmig-Orgel, wurde jedoch 1912 durch Jehmlich grundlegend umgebaut.                                                 |
| 1863      | Rittersgrün                      | Kirche Rittersgrün                        |                                        | II/P    | 22       | |
| 1863      | Steinbach                        | Dorfkirche                                |                                        |         |          | |
| 1864      | Annaberg                         | Hospitalkirche St. Trinitatis             |                                        | II/P    | 17       | Orgel erhalten, 1968 erneuert durch Hermann Eule (Bautzen)                                                                                  |
| 1864      | Hundshübel                       | Dorfkirche                                |                                        |         |          | |
| 1865      | Gablenz                          |                                           |                                        |         |          | |
| 1866      | Oberwiesenthal                   | Martin-Luther-Kirche                      |                                        | II/P    | 26       | |
| 1866      | Voigtsdorf                       | Dorfkirche                                |                                        | II/P    | 25       | |
| 1867      | Etzdorf                          | Pfarrkirche St. Marien                    |                                        |         |          | |
| 1867      | Friedrichsgrün (bei Reinsdorf)   | Kirche Friedrichsgrün                     |                                        |         |          | |
| 1867      | Großhermsdorf                    |                                           |                                        |         |          | |
| 1868      | Dennheritz                       |                                           |                                        |         |          | 2016 durch Firma Bochmann (Kohren-Sahlis) umfassend restauriert, Wiedereinrichtung der historischen Balgaufzugsanlage mit drei Kastenbälgen |
| 1868      | Waldsachsen                      |                                           |                                        |         |          | |
| 1869      | Langenchursdorf                  | Dorfkirche                                |                                        |         |          | |
| 1869      | Langenreinsdorf                  | Dorfkirche                                |                                        |         |          | |
| 1869      | Oberwinkel                       | Dorfkirche                                |                                        |         |          | |
| 1870      | Kemnitz                          | Kemnitzer Kirche                          |                                        |         |          | |
| 1870      | Neukirchen                       |                                           |                                        |         |          | |
| 1870      | Vielau                           | Peter-und-Paul-Kirche                     |                                        | II/P    | 20       | 1939 von Orgelbau A. Schuster & Sohn umgebaut                                                                                               |
| 1871      | Erlbach                          | Dorfkirche                                |                                        | II/P    | 20       | zum großen Teil erhalten |
| 1872      | Klingenthal                      | Rundkirche Zum Friedefürsten              |                                        | II/P    | 24       | 1982 von Rühle (Dresden) repariert. |
| 1872      | Schwand                          | Dorfkirche                                |                                        | II/P    | 14       | 1929 umdisponiert, 1986 restauriert → Orgel                                                                                                 |
| 1873      | Flöha                            | Georgenkirche                             | Bärmigorgel in der Georgenkirche Flöha | II/P    | 24       | 2015 umfassend Saniert |
| 1874      | Sosa                             | Dorfkirche                                |                                        | II/P    | 21       | → Orgel |
| 1875      | Bärnsdorf                        | Dorfkirche                                |                                        |         |          | |
| 1875      | Beiersdorf                       | Dorfkirche                                |                                        |         |          | |
| 1876      | Blankenhain                      |                                           |                                        |         |          | |
| 1877      | Grünstädtel                      | St.-Annen-Kirche                          |                                        | II/P    | 19       | |
| 1878      | Gesau                            | St.-Andreas-Kirche                        |                                        |         |          | 1996–2005 Überholung und Rekonstruktion Orgelbau Schüßler/Vogtländischer Orgelbau Th. Wolf                                                  |